# Tầng điện ly

Các tầng khí quyển của Trái Đất.

Tầng điện ly (tiếng Anh: ionosphere) là phần bị ion hóa của thượng tầng khí quyển Trái Đất, từ khoảng 48 km (30 mi) đến 965 km (600 mi) trên mực nước biển. Đây là một khu vực bao gồm tầng nhiệt và các phần của tầng trung lưu và tầng ngoài. Tầng điện ly bị ion hóa bởi bức xạ Mặt Trời. Nó đóng một vai trò quan trọng trong điện khí quyển và tạo ra cạnh bên trong (inner edge) của từ quyển. Tầng điện ly có tầm quan trọng trong thực tế, bởi vì nó ảnh hưởng đến sự truyền sóng vô tuyến đến những nơi xa xôi trên Trái Đất. Nó cũng ảnh hưởng đến tín hiệu GPS truyền qua tầng này.

## Lịch sử nghiên cứu

Sóng điện từ phản xạ qua tầng điện ly.

Năm 1878, nhà toán học và vật lý người Đức Carl Friedrich Gauß đã đưa ra giả thuyết rằng một vùng dẫn điện của bầu khí quyển có thể giải thích cho các biến thiên quan sát được của từ trường Trái Đất. 60 năm sau, Guglielmo Marconi nhận được tín hiệu vô tuyến xuyên Đại Tây Dương đầu tiên vào ngày 12 tháng 12 năm 1901 tại St. John's, Newfoundland (nay thuộc Canada) bằng cách sử dụng ăngten dài 152,4 m (500 ft) để thu sóng. Trạm phát ở Poldhu, Cornwall đã sử dụng máy phát sóng khoảng cách tia lửa để tạo ra tín hiệu có tần số xấp xỉ 500 kHz và công suất gấp 100 lần so với bất kỳ tín hiệu vô tuyến nào được tạo ra trước đây. Tin nhắn nhận được là ba dits, mã Morse cho chữ S. Để đến được Newfoundland, tín hiệu sẽ phải bật ra khỏi tầng điện ly hai lần. Tuy nhiên, tiến sĩ Jack Belrose đã phản đối điều này dựa trên công trình lý thuyết và thực nghiệm. Tuy nhiên, Marconi đã nhận được thông tin liên lạc không dây xuyên Đại Tây Dương ở Vịnh Glace, Nova Scotia một năm sau đó.
Năm 1902, Oliver Heaviside đề xuất sự tồn tại của lớp Kennelly–Heaviside của tầng điện ly. Cũng trong năm 1902, Arthur Edwin Kennelly đã phát hiện ra một số tính chất điện vô tuyến của tầng điện ly.